# Барнслі
Ба́рнслі (англ. Barnsley) — місто у Південному Йоркширі, Англія, розташоване на річці Дерн, на відстані 19 км від Шеффілда, найбільшого міста регіону. Разом з навколишніими населеними пунктами входить до складу муніципального району Барнслі і є його адміністративним центром. У 2001 році в місті проживали 71,5 тисяч осіб. Раніше місто було центром вугільної промисловості та славилося виробництвом скла. Неподалік міста проходять траси М1, М62, А1. Муніципальний район за результатами перепису населення мав 218 063 жителя. Місто є центром з виробництва вугілля, також тут розташовані кілька заводів з виробництва скла.

## Персоналії
- Марк Джонс (1933-1958) — англійський футболіст, центральний хавбек.